# David Gardner
 (mai 2012).
David Gardner est un journaliste britannique du Financial Times.

## Biographie
Né à Bruxelles, il étudie au Stonyhurst College et au St John’s College, à Oxford. Il rejoint le Financial Times en 1978.

## Carrière
- 1978-80, correspondant espagnol
- 1980-83, lancement du bureau international du FT
- 1984-89, correspondant mexicain et centre-américain
- 1989-90, Deputy Features Editor
- 1990-94, correspondant belge
- 1995-99, rédacteur en chef au Moyen-orient
- 1999-2001, chef de l'asie du sud-est (New Delhi)
- 2002-06, rédacteur aux affaires internationales
- 2006-10, Chief Leader Writer & Associate Editor
- 2010, International Affairs Editor

## Récompenses
- 2003, David Watt international political journalism prize (travaux sur le monde arabe).
- 2008, Senior Associate Member of St Antony’s College, Oxford.

## Publications
- Last Chance: the Middle East in the Balance (I.B. Tauris),
- Establishing Self-Access: From Theory to Practice  (ISBN 978-0521585569)
- The Tom Hanks Enigma: The Biography of the World's Most Intriguing Movie Star  (ISBN 978-1844544288)
- Last of the Hitlers  (ISBN 978-0954154400)
- Clematis & Climbers (Simple Steps To Success)  (ISBN 978-0756617165)